# Mścisław Godlewski
Mścisław Godlewski z Godlewa herbu Gozdawa (ur. 9 marca 1846 w Krasocinie, obecnie siedziba gminy w powiecie Włoszczowa, zm. 20 maja 1908 w Nałęczowie) – polski ziemianin, prawnik, publicysta i wydawca.
Rodzice: Kornel Wiktoryn Łukasz Godlewski (1816–1903), matka Emilia Rayska. Synem Mścisława był Aleksander Lech Godlewski.
Do szkół uczęszczał w Pińczowie i Kielcach (Szkoła Wyższa Realna). Studia prawnicze ukończył w Warszawskiej Szkoły Głównej.
Redaktor m.in. wydawnictwa Biblioteka Umiejętności Prawnych oraz od 1874 do 1878 czasopisma Niwa (które nabył za pożyczone pieniądze do spółki z H. Sienkiewiczem i J. Jeleńskim). Był to dwutygodnik o treściach naukowych, literackich oraz artystycznych początkowo ukierunkowanych pozytywistycznie od 1875 konserwatywnie.
Jako rzecznik pracy organicznej w duchu zachowawczym redagował konserwatywne Słowo najpoczytniejszy w Warszawie dziennik, organ odłamu ugodowców zwanych realistami.
Brał udział w spotkaniach odbywających się od 1874 roku w mieszkaniu zamożnego lekarza Karola Benniego przy ulicy Brackiej 16 w Warszawie. Jak podaje Ludwik Hass:
w salonie tym spotykali się światli ugodowcy, których politycznym wyznaniem wiary był ów popowstaniowy realizm, na podstawie którego ukształtowało się później (1904) Stronnictwo Polityki Realnej.
6 października 1881 został powołany na członka Komitetu zarządzającego Kasą im. Józefa Mianowskiego, na którego czele stanął dr Tytus Chałubiński – były profesor warszawskiej Akademii Medyko-Chirurgicznej i Szkoły Głównej, już wówczas uważany za jednego z najznakomitszych lekarzy polskich.